# Помпеу Фабра
Помпеу Фабра и Пок (кат. Pompeu Fabra i Poch; Грасија, Барселона, 20. фебруар 1868 - Прада де Конфлент, Француска, 25. децембар 1948) био је каталонски инжењер, професор и граматичар. Заслужан је за нормативну реформу каталонског језика и аутор је Граматике каталонског језика из 1912. године.

## Биографија
Помпеу Фабра и Пок је рођен у граду Грасија, који је у то време још увек био одвојен од Барселоне, 1868. године. Био је последње од дванаесторо деце Жозепа Фабре и Рока (кат. Josep Fabra i Roca) и његове жене Каролине Пок и Марти (кат. Carolina Poch i Martí). Када је имао шест година заједно са својом породицом се сели у Барселону.
Још као младић Фабра је показивао велико интересовање за изучавање каталонског језика, те је кроз издавачку кућу L’Avenç, учествовао у кампањи која је промовисала (1890—91) ортографску реформу каталонског језика.
Упркос интересовању за каталонски језик, Фабра је студирао индустријско инжењерство, а у периоду између 1902. и 1911. године био је професор хемије у Школи за инжењере у Билбау. Током свог боравка у Билбау учествовао је на Првом Међународном Конгресу каталонског језика који је одржан 1906. године. Учешће на овом Конгресу донело му је одређену славу и престиж у каталонској заједници, те је 1911. године, по повратку у Барселону, добио посао професора каталонског језика на Институту за каталонске студије.
Године 1912. објавио је Граматику каталонског језика, а 1913. је започео ортографску реформу. Његово залагање за реформу каталонског језика донело му је велику славу и мног признања, те му је за време диктатуре Прима де Ривере (кат. Primo de Rivera) понуђено месту у Шпанској Краљевској Академији (шп. Real Academia Española), које је Фабра одбио. Аутор је Општег речника каталонског језика (1932), који ће касније служити као основа речника Института.
Био је професор на Универзитету у Барселони (1933), а када је Универзитет постао аутономан, Фабра је био председник Универзитетског савета (1934), због чега је био и у затвору. 1939. године је завршио у изгнанству, а преминуо је 1948. године у покрајини Прада дел Конфлент.

## Нормативна реформа каталонског језика
У склопу Института за каталонске студије (кат. Institut d'Estudis Catalans), 9. маја 1911. године оснива се Институт за каталонски језик (кат. Institut de la Llengua Catalana) који је имао за циљ да убрза нормативну реформу каталонског језика. Помпеу Фабра важи за једног од најзначајних чланова, а осим њега истичу се и председник института Антони М. Алковер (кат. Antoni M. Alcover) и писац Жозеп Карнер (кат. Josep Carner).
Нормативна реформа каталонског језика подразумевала је успостављање ортографских и граматичких правила. Као велики патриота, Помпеу Фабра је био свестан да је његовој домовини, Каталонији, неопходна реформа каталонског језика. Сходно томе, одговорно и озбиљно је радио на реформи. Институт за каталонски језик је у периоду од 1912. до 1913. године био незадовољан радом тадашње комисије и оклевао је да објави правописна правила. Управо тада Помпеу Фабра добија задатак да поради на самој реформи правописа. Његов посао је био како да изабере примере који ће обухватити сваку правописну норму, тако и да унесе минималне измене које ће оставити отворену могућност за неку будућу модификацију правописних правила. Дуго се сматрало да је правопис продукт колективног рада, зато се нису највеће заслуге преписивале Помпеу Фабри, а ни он сам никада није истицао свој допринос. Каталонци увиђају Фабрину улогу у реформи каталонског језика тек 1918. године. Изузетно признат граматичар у очима свог народа, Помпеу Фабра, постаје након објављивања Ортографског речника и Граматике каталонског језика. За саму реформу каталонског језика изузетно је значајна сарадња Фабре и секретара Института за каталонски језик, истакнутог писца Жозепа Карнера (кат. Josep Carner) који је изузетно ценио и подржавао Фабрин рад како унутар самог Института, тако и ван њега.
Објављивањем Граматике каталонског језика (кат. Gramàtica de la llengua catalana) 1912. године, Фабра поставља темеље и границе наредних граматичких радова на каталонском језику. Ово дело је објављено у складу са најиновативнијим лингвистичким тенденцијама тадашње Европе и признато је као званична граматика од стране Института за каталонски језик.
Значајно дело у којем Фабра објављује чланке о језичким недоумицама и њиховим решењима је свакако Филолошке недоумице (кат. Converses filològiques) из 1924. године. Фабра је дао изузетан допринос реформи каталонског језика и објавом Општег речника каталонског језика (кат. Diccionari general de la llengua catalana) 1932. године.

## Помпеу Фабра као преводилац
Као велики познавалац језика, Фабра се бавио и преводом. Углавном је преводио нордијске ауторе, велике представнике симболичког театра тог периода у Европи. Године 1893, преводи Жена уљез (кат. L’Intrusa), дело књижевника Мориса Метерлинка. Осим тога у сарањи са Жоаким Касас Карбом (кат. Joaquim Casas-Carbó) преводи Espectres, дело норвешког писца Хенрика Ибсена (кат. Henrik Ibsen) које потом објављује у часопису L’Avenç.

## Помпеу Фабра и спорт
Као велики љубитељ планинарења, Фабра је обишао многе пределе у Каталонији. Захваљујући свом авантуристичком духу упознао је различите људе и начине говора. Сматрао је да спорт заузима веома важну улогу у развоју човека, зато што када се човек бави спортом испуњава своје слободно време на најквалитетнији начин. Поред планинаренја бавио се пливањем и тенисом. Поред тога што се истицао у реформи каталонског језика, Помпеу Фабра, се истакао и у спорту. Био је предстедник Каталонске тениске федерације и први председник Каталонског савеза спортских федерација (кат. Unió Catalana de Federacions Esportives), 1933. године. Фабра је свој допринос спорту дао, тако што је норматизовао лексикон спорта и укључио нове термине.

## Фабра и Палестра
Помпеу Фабра је био веома заинтресован за образовање младих људи. Био је председник Удружења каталонског ентитета Палестра (кат. L’entitat catalanista Palestra). Ову установу је основао Жозеф М. Батиста и Рока (кат. Josep M. Batista i Roca) 1930. године. Ова институција се бавила организовањем различитих екскурзија и спортских активности у циљу едукације младих. Поред тога реализовала је разне културне активности попут курсева каталонске историје и књижевности, али и језика и културе. Помпеу Фабра је учествовао у реализацији ових активност, сматрајући да тако подстиче интелектуални и морални напредак младих.

## Омаж Помпеу Фабри
Многе институције, улице и тргови носе име Помпеу Фабра, што говори о неизбрисивом трагу који је велики филолог и професор оставио како у каталонском језику тако и у каталонској култури. Универзитет Помпеу Фабра (кат. Universitat Pompeu Fabra), основан је у Барселони, 1990. године и у знак сећања носи његово име.